# روي سبنسر
روي سبنسر (بالإنجليزية: Roy Spencer)‏ هو لاعب كرة قاعدة أمريكي، ولد في 22 فبراير 1900 في Scranton, North Carolina ‏ في الولايات المتحدة، وتوفي في 8 فبراير 1973 في بورت شارلوت ‏ في الولايات المتحدة.

## وصلات خارجية
- روي سبنسر على موقعبيزبول رفرنس.كوم (الدوري الرئيسي) (الإنجليزية)
- روي سبنسر على موقعبيزبول رفرنس.كوم (الدوري الثانوي) (الإنجليزية)